# Cirsonella densilirata
Cirsonella densilirata es una especie de molusco gasterópodo de la familia Turbinidae en el orden de los Vetigastropoda.

## Distribución geográfica
Se encuentra en Nueva Zelanda